# Seznam finskih igralcev
Seznam finskih |igralcev.

## A
- Ida Aalberg
- Yrjö Aaltonen
- Minna Aaltonen

## B
- Irina Björklund

## F
- Anna Falchi
- Peter Franzen

## G
- George Gaynes

## H
- Carl von Haartman
- Anna-Leena Härkönen
- Hannes Häyrinen

## I
- Ansa Ikonen

## K
- Mikko Kivinen

## L
- Mikko Leppilampi
- Åke Lindman
- Vesa-Matti Loiri
- Mira Luoti

## M
- Anssi Mänttäri
- Lasse Mårtenson

## N
- Heikki Nousiainen
- Maila Nurmi

## O
- Kati Outinen

## P
- Tauno Palo (1905 - 1982)
- Pertti »Spede« Pasanen (1930 - 2001)
- Jasper Pääkkönen
- Matti Pellonpää (1951 - 1995)
- Anne Marie Pohtamo
- Lasse Pöysti

## R
- Matti Ranin
- Tapio Rautavaara
- Joel Rinne
- Esko Roine

## S
- Henry Saari
- Irma Seikkula
- Pentti Siimes
- Heikki Silvennoinen

## T
- Markku Toikka

## V
- Ritva Valkama
- Olavi Virta
- Timo Vuorensola